# Kill List
Kill List is een Britse thriller-horrorfilm uit 2011 onder regie van Ben Wheatley. De productie won onder meer een Empire Award voor beste horrorfilm en een British Independent Film Award voor beste bijrolspeler (Michael Smiley). Tijdens de uitreikingen van laatstgenoemde prijs waren er ook nominaties voor beste regisseur, beste productie, beste script, beste acteur (Neil Maskell) en beste actrice (MyAnna Buring).

## Verhaal
Sinds een klus in Kiev acht maanden eerder verkeerd afliep, zit huurmoordenaar Jay (Neil Maskell) lusteloos thuis bij zijn vrouw Shel (MyAnna Buring) en zoontje Sam (Harry Simpson). Hij doet niets, wil niets en hun geld raakt langzaam maar zeker op. Zijn partner Gal (Michael Smiley) stelt daarom voor om samen een aanbod voor een nieuwe klus te accepteren. Na herhaaldelijk aandringen en de zoveelste echtelijke ruzie met Shel stemt Jay in.
Een naamloze opdrachtgever geeft Jay en Gal een lijst met daarop drie personen die dood moeten. Hij bezegelt de deal door zowel in Jays hand als in die van hemzelf een snee te maken en van allebei bloed op een vel papier te druppelen. De eerste twee moorden verlopen daarop tamelijk merkwaardig. De eerste die dood moet is een priester, die Jay schijnbaar herkent en bedankt voor Jay hem door het hoofd schiet. De tweede op de 'kill list' is betrokken bij het maken van kinderpornografie. Jay breekt alle tenen en vingers van de man voor hij met een hamer diens hoofd aan stukken slaat. De man bedankt hem gedurende het hele proces niettemin herhaaldelijk en vertelt Jay dat het hem een eer is. In de tijd dat de lynchpartij plaatsvindt, haalt Gal stapels bankbiljetten uit de kluis van het slachtoffer. Als hij terugkomt, schrikt hij van het bloedbad dat Jay heeft aangericht, maar staat hij hem wel toe ook nog achter andere makers van de kinderpornografie aan te gaan. Jay gaat helemaal los en wordt steeds bloeddorstiger en ongecontroleerder.
Gal ziet dat het niet goed gaat met de roekeloze Jay en heeft zelf inmiddels ook een slecht gevoel over de klus. Hij vertelt zijn partner dat hij een riant bedrag heeft gevonden in de kluis en stelt voor dit te delen en de opdracht terug te geven. Jay stemt hiermee in, maar de opdrachtgever niet. Hij weigert de klus door iemand anders af te laten maken. De opdrachtgever waarschuwt Jay en Gal dat hij niet alleen hen, maar ook hun families laat vermoorden als ze de opdracht niet afmaken.
Onder druk van de opdrachtgever gaan Jay en Gal toch op weg naar het derde doelwit op hun lijst, een parlementslid. Die blijkt bij aankomst lid van een satanische sekte. Wanneer ze hem vinden bevindt hij zich samen met een grote groep anderen in een ritueel met rieten maskers en toortsen in het bos. Daar hangt een vrouw zichzelf als mensenoffer vrijwillig op. Jay slaat geen acht op de aanwezigheid van de vele anderen en schiet het parlementslid neer. De sekteleden stormen daarop op Jay en Gal af. Het zijn er te veel om allemaal neer te schieten, waardoor de twee via een ondergronds gangenstelsel op de vlucht moeten. De sekteleden achterhalen Gal en verwonden hem zwaar. Jay schiet zijn partner dood om hem verder lijden te besparen.
Jay vlucht naar het huisje waar hij Shel en Sam naartoe heeft gestuurd. De sekteleden vinden hem. Ze steken de banden van zijn auto lek en ontsteken toortsen rondom het huisje. Wanneer Jay naar buiten gaat om zijn gezin te verdedigen, slaan de sekteleden hem bewusteloos. Als hij bijkomt, bevindt hij zich in een veld te midden van zijn gemaskerde ontvoerders. Ze trekken zijn shirt uit, dwingen ook hem een masker op en geven hem een mes in zijn handen. Hij moet in gevecht met een eveneens gemaskerde en met een mes bewapende gebochelde. Verwilderd vliegt Jay op zijn tegenstander af, werkt die naar de grond en steekt keer op keer op zijn laatste slachtoffer in. Wanneer diens vermomming afvalt, blijkt de gebochelde in realiteit geen man, maar Shel en de op haar rug gebonden Sam. Zodra Shel sterft, applaudisseren de sekteleden en nemen ze een voor een hun maskers af. De gezichten van onder meer Gals vriendin Fiona, de opdrachtgever en de man die Jays huisarts verving tijdens zijn laatste bezoek komen tevoorschijn. De groep plaatst vervolgens een rieten kroon op Jays hoofd.

## Rolverdeling
- Neil Maskell - Jay
- MyAnna Buring - Shel
- Harry Simpson - Sam
- Michael Smiley - Gal
- Emma Fryer - Fiona
- Struan Rodger - The Client
- Ben Crompton - Justin
- Gemma Lise Thornton - Keira
- Robin Hill - Stuart
- Damien Thomas - de dokter
- Gareth Tunley -  'The Priest'
- Mark Kempner -  'The Librarian'
- James Nickerson -  'M.P.'